# 藤本和宏
藤本 和宏（ふじもと かずひろ、1947年11月28日 -）は、山口県光市出身の元プロ野球選手（投手）。

## 来歴・人物
聖光高から、社会人野球の八幡製鐵光を経て、1966年にドラフト外で西鉄ライオンズへ入団。
一軍での登板試合は少なく、勝ち星は挙げられないまま1969年オフに西鉄を自由契約となり、翌1970年に広島東洋カープに拾われる。
広島での1年目も成績は西鉄時代と変わらなかったが、1971年は、6月18日に大洋ホエールズから完投で初勝利を挙げると、29日には中日ドラゴンズの渋谷幸春との投手戦を制し1-0で初完封を達成。8月19日の中日戦（広島市民球場）でも渋谷と投げ合い、2四球を与えたのみで安打は許さず勝利、外木場義郎に続いて広島2人目のノーヒットノーラン達成者となる。同年8月29日のヤクルトアトムズ戦でも会田照夫に投げ勝ち、1対0で1安打完封勝利。タイミングを外すカーブやシュートを軸とした投球で同年は10勝6敗、防御率1.71をマークし、最優秀防御率のタイトルを獲得する。
翌1972年も開幕から先発として起用されるが身体が絞り切れず、5試合連続で早々と打ち込まれ降板、同年は白星がつかなかった。1973年は主に中継ぎで起用されるが、1974年には登板機会が減少、同年限りで現役引退した。

## ノーヒットノーラン
藤本は1971年8月19日、中日戦（広島市民球場）でノーヒットノーランを達成した。広島ファンの歓声の中、27人目の打者新宅洋志を、この日106球目となる内角高めの速球で左翼ファウルフライ併殺に仕留めた。
藤本はベンチ裏の食堂でシャンペンで同僚の祝杯を受けた後、その足でプレスルームにおいて報道陣から取材を受ける。しかし、それまで全く実績を残しておらず自由契約も経験していた藤本は記録達成の実感が持てなかったのか、終始無表情であった。
備前喜夫投手コーチが「カーブのコントロールが悪いのでストレートを狙い打ちされる」と藤本を批判していたように、首脳陣からの信頼度は決して高い投手ではなかった。事実、この日も初回から島谷金二にフルカウントからの四球を出している。2回は女房役の水沼四郎の満塁本塁打、3回にも2点の援護があったが「大量点を貰った時は、どうもよく代えられるケースが多い」と、かえって自信を持てずにプレーしていた。だが「球が速く、アウトコースへの直球が決まった」ことに拠り所を求め、中盤からは欲と自信が沸いてきたという。
その後に藤本は「西鉄時代は遊んでいただけだからクビも当然のこと。あのままでは、今日の僕はなかった。カープに入って日南キャンプで走り込み、これが今日の投球の組み立てにも役立ったと思う」と、テスト生の立場から這い上がって得た栄光を振り返っている。また対戦相手の中日については、それまで藤本が挙げていた4勝のうち2勝が中日戦ということもあり「相性が良いのでしょう」と述べている。対戦打者の木俣達彦も「球が速く、ストレートを主体に押してきた。コーナーをよく突く投球もよく決まり、力負けした」と藤本の投球を褒め称えた。

## 詳細情報

### 年度別投手成績
| 年 度     | 球 団     | 登 板 | 先 発 | 完 投 | 完 封 | 無 四 球 | 勝 利 | 敗 戦 | セ 丨 ブ | ホ 丨 ル ド | 勝 率 | 打 者 | 投 球 回 | 被 安 打 | 被 本 塁 打 | 与 四 球 | 敬 遠 | 与 死 球 | 奪 三 振 | 暴 投 | ボ 丨 ク | 失 点 | 自 責 点 | 防 御 率 | W H I P |
| --------- | --------- | ----- | ----- | ----- | ----- | -------- | ----- | ----- | -------- | ----------- | ----- | ----- | -------- | -------- | ----------- | -------- | ----- | -------- | -------- | ----- | -------- | ----- | -------- | -------- | ------- |
| 1967      | 西鉄      | 2     | 0     | 0     | 0     | 0        | 0     | 0     | --       | --          | ----  | 12    | 3.0      | 2        | 0           | 1        | 0     | 0        | 0        | 0     | 0        | 0     | 0        | 0.00     | 1.00    |
| 1968      | 西鉄      | 5     | 2     | 0     | 0     | 0        | 0     | 1     | --       | --          | .000  | 63    | 13.2     | 18       | 3           | 3        | 0     | 0        | 8        | 1     | 0        | 9     | 8        | 5.14     | 1.54    |
| 1969      | 西鉄      | 3     | 1     | 0     | 0     | 0        | 0     | 1     | --       | --          | .000  | 22    | 5.0      | 6        | 1           | 3        | 1     | 1        | 3        | 0     | 0        | 4     | 3        | 5.40     | 1.80    |
| 1970      | 広島      | 10    | 0     | 0     | 0     | 0        | 0     | 0     | --       | --          | ----  | 59    | 13.1     | 12       | 3           | 7        | 0     | 0        | 10       | 1     | 0        | 5     | 5        | 3.46     | 1.43    |
| 1971      | 広島      | 43    | 20    | 6     | 3     | 0        | 10    | 6     | --       | --          | .625  | 612   | 157.2    | 103      | 11          | 39       | 0     | 3        | 125      | 1     | 0        | 35    | 30       | 1.71     | 0.90    |
| 1972      | 広島      | 17    | 5     | 0     | 0     | 0        | 0     | 0     | --       | --          | ----  | 99    | 19.2     | 26       | 4           | 16       | 0     | 1        | 12       | 0     | 0        | 17    | 15       | 6.75     | 2.14    |
| 1973      | 広島      | 25    | 2     | 0     | 0     | 0        | 0     | 1     | --       | --          | .000  | 138   | 32.0     | 25       | 3           | 16       | 0     | 0        | 20       | 0     | 0        | 13    | 11       | 3.09     | 1.28    |
| 1974      | 広島      | 4     | 1     | 0     | 0     | 0        | 0     | 1     | 0        | --          | .000  | 22    | 3.2      | 8        | 0           | 5        | 1     | 0        | 1        | 0     | 0        | 5     | 5        | 11.25    | 3.55    |
| 通算：8年 | 通算：8年 | 109   | 31    | 6     | 3     | 0        | 10    | 10    | 0        | --          | .500  | 1027  | 248.0    | 200      | 25          | 90       | 2     | 5        | 179      | 3     | 0        | 88    | 77       | 2.79     | 1.17    |

- 各年度の太字はリーグ最高

### 記録
- 初登板：1967年6月24日、対東映フライヤーズ13回戦（後楽園球場）、5回裏から2番手で救援登板、1回無失点
- 初先発登板：1968年9月27日、対南海ホークス24回戦（大阪球場）、4回3失点で敗戦投手
- 初勝利・初先発勝利・初完投勝利：1971年6月18日、対大洋ホエールズ12回戦（広島市民球場）、9回1失点
- 初完封：1971年6月29日、対中日ドラゴンズ9回戦（広島市民球場）
- ノーヒットノーラン：1回 （1971年8月19日、対中日ドラゴンズ21回戦、広島市民球場） ※史上45人目

### タイトル
- 最優秀防御率：1回 （1971年）

### 背番号
- 79 （1967年）
- 14 （1968年）
- 51 （1969年）
- 46 （1970年 - 1971年、1974年）
- 17 （1972年 - 1973年）